# Team CSC's hold i 1998
Rytterne på det danske cykelhold Team CSC for 1998-sæsonen, hvor holdet hed Team Home Jack & Jones, var:
| Navn                  | Fødselsdag | Nationalitet | Hold 1997           |
| Brian Holm            | 02-10-1962 | Danmark      | Team Telekom        |
| Jesper Skibby         | 21-03-1964 | Danmark      | TVM                 |
| Danny Nelissen        | 10-11-1970 | Holland      | Rabobank            |
| Arvis Piziks          | 12-09-1969 | Letland      | Rabobank            |
| Juris Silovs          | 27-01-1973 | Letland      | Schauff Öschelbrunn |
| Mikael Kyneb          |            | Danmark      | Team Cologne        |
| Michael Steen Nielsen |            | Danmark      | Nyprofessionel      |
| Marc Strange Jacobsen |            | Danmark      | Nyprofessionel      |
| Michael Rosborg       |            | Danmark      | Nyprofessionel      |
| René Jørgensen        |            | Danmark      | Nyprofessionel      |
| Christian Andersen    |            | Danmark      | Nyprofessionel      |